# Meløy
66°52′4″N 13°42′15″Ø / 66.86778°N 13.70417°Ø
Meløy er en kommune i Nordland fylke i Norge. Den grænser i nord til Gildeskål, i øst til Beiarn, og i syd til Rana og Rødøy.
Kommunesentrum er Ørnes, med ca. 1.800 indbyggere. I havet udenfor ligger der ca. 700 store og små øer, bl.a. Meløya som kommunen har sit navn fra. Andre byer i kommunen er Glomfjord og Reipå. 

## Geografi
- Flatværet/Varkgård naturreservat
- Enga naturreservat

## Erhvervsliv
Erhvervslivet består af industri, landbrug, fiskeri, fiskeopdræt og serviceerhverv. Kommunen har store vandreserver i fjeldene og et af de største vandkraftværker i Europa. 
Glomfjord industripark rummer Yara med produktion af gødning, samt bl.a Scanwafer og SiTech som producerer siliciummaterialer til brug  i solceller.

## Historie
Meløy og Rødøy var samlet administrativt indtil år 1884; Tidlige referencer til Rødø herred inkluderer normalt også Meløy.
Meløygården på Meløya var hovedsæde for adelsslægten Benkestok (ca. år 1500-1600). Kommunen købte denne gård i 1872, og havde sin administration her indtil 1952 da den blev flyttet til Ørnes.
Glomfjord kraftværk var et af Norges første store kraftværker, under krigen udbyggede tyskerne det, men blev stoppet af sabotage - Operation Muskedunder (norsk: Operasjon Muskedunder).
Norsk Hydro etablerede efter krigen (1947) kunstgødningsproduktion hvor tyskerne havde forsøgt at udvide den allerede eksisterende produktion af aluminium. .

## Kultur
Kommunen har et rigt kulturliv med mange festivaler og revyer. NordNorsk Revyfestival skifter mellem Meløy og Høylandet. Sommerdagan arrangeres hvert år i månedsskiftet juli/ august.

### Kulturværninteresser
Fondal gård i Fonndalen i Holandsfjorden er en af de ældste (ca. 1630) gårde i Meløy kommune som fortsat er i drift, og er fredet af rigsantikvaren på baggrund af forskellige forhold, bl.a. alder, byggeskik, og tidlig turisme. Denne fredning er imidlertid udfordret fordi virksomheder (og kommunen) ønsker tilgang til de store mængder finkornet sand og småsten som morænen gården hviler på, indeholder. Denne sand er ideel til asfalt og beton-produktion, og virksomheder har allerede udvundet en del af sandet før fredningen. En endemoræne er grus som isbræer fører med sig og lægger igen når de trækker sig tilbage. Engabræen ligger kun et stenkast fra gården, og opinionen mener udvinding af denne grus vil forringe det unikke landskab og dermed også langsigtede indtægter fra turisme .

### Seværdigheder
- Meløy har den lavest liggende isbræ i Nordeuropa, Engabreen, som er  en udløber af Svartisen.
- Det findes mange helleristninger i Fykanbjergene og på Åmøya.
- Øra var høvdingesæde i vikingetiden.